# Вулиця Віктора Зарецького
Ву́лиця Віктора Зарецького — вулиця в Голосіївському районі міста Києва, місцевість Віта-Литовська. Пролягає від вулиці Андрія Ніковського до кінця забудови.

## Історія
Вулиця виникла у 2010-х роках під проектною назвою Проектна 12980. Сучасна назва на честь українського художника Віктора Зарецького — з 2017 року.